# Căldură latentă
Căldura latentă este o expresie care se referă la cantitatea de energie eliberată sau absorbită de către o substanță chimică în timpul unei transformări de fază fără schimbare de temperatură, cum ar fi topirea zăpezii sau fierberea apei.  Termenul a fost introdus în jurul anului 1750 de Joseph Black, pe baza cuvântului din latină latere. 
Căldură latentă este cantitatea de căldură primită sau cedată de un corp sau de un sistem de corpuri într-o transformare termodinamică de fază izoterm-izobară.
Corespunzător transformărilor de fază posibile, se definesc călduri latente, numite și capacități termice latente (vezi definițiile mai sus la „terminologie”):
- Căldură latentă de vaporizare
- Căldură latentă de condensare
- Căldură latentă de sublimare
- Căldură latentă de desublimare
- Căldură latentă de topire
- Căldură latentă de solidificare

## Căldura latentă specifică
Căldura latentă specifică (L) exprimă cantitatea de energie sub formă de căldură (Q) necesară pentru a realiza complet tranziția de fază a unei unități de masă (m), de obicei 1kg, a unei substanțe chimice:
{\displaystyle L={\frac {Q}{m}}.}
Conform definiției, căldura latentă pentru o anumită masă de substanță dată poate fi calculată ca:
{\displaystyle Q={m}{L}}
unde:
Q este cantitatea de energie cedată sau absorbită în tranziția de fază (în kJ),
m este masa substanței (în kg),
L este căldura latentă specifică pentru o anumită substanță (kJ kg−1), fie Lf pentru fuziune sau Lv pentru vaporizare.